# Dvacetiúhelník

Pravidelný dvacetiúhelník

Dvacetiúhelník je rovinný geometrický útvar, mnohoúhelník s dvaceti vrcholy a dvaceti stranami.
Součet velikostí vnitřních úhlů konvexního dvacetiúhelníku je přesně 3240° (18π).
Pravidelný dvacetiúhelník lze složit z dvaceti shodných rovnoramenných trojúhelníků, jejichž úhly při základně mají velikost {\displaystyle {\frac {9\pi }{20}}} a při vrcholu {\displaystyle {\frac {\pi }{10}}}.
Příkladem nepravidelného dvacetiúhelníku může být obrys svastiky.

## Parametry
- obvod pravidelného dvacetiúhelníku: {\displaystyle 20\cdot a}

## Konstrukce pravidelného dvacetiúhelníku
Sestrojením os desetiúhelníku, které protnou kružnici opsanou desetiúhelníku, vzniknou vrcholy, které spolu s vrcholy desetiúhelníka tvoří dvacetiúhelník.
Dá se také sestrojit takto: